# Rosička (Vysočina)
Rosička (in tedesco Rositschka) è un comune ceco situato nel distretto di Žďár nad Sázavou, nella regione di Vysočina.